# Tricholita ota
Tricholita ota là một loài bướm đêm trong họ Noctuidae.